# Parlamento da Catalunha
O Parlamento da Catalunha (em catalão: Parlament de Catalunya) é a instituição parlamentar da Catalunha e órgão legislativo da Generalidade da Catalunha. Representa o povo e exerce o poder legislativo, aprova os orçamentos e controla e impulsiona a ação política e de Governo no contexto das competências autonómicas que lhe são atribuídas.
É composto por 135 deputados desde a sua restauração democrática em 1980, sendo os deputados eleitos por um mandato de quatro anos mediante sufrágio universal, livre, igual, direto e secreto.

## Lista de presidentes
| No. | Presidente                 | Início do mandato | Fim do mandato | Partido | Notas                      |
| --- | -------------------------- | ----------------- | -------------- | ------- | -------------------------- |
| 1.  | Lluís Companys i Jover     | 1932              | 1933           | ERC     | II República               |
| 2.  | Joan Casanovas i Maristany | 1933              | 1938           | ERC     | II República               |
| 3.  | Josep Irla i Bosch         | 1938              | 1940           | ERC     | No exílio                  |
| 4.  | Antoni Rovira i Virgili    | 1940              | 1949           | ERC     | No exílio                  |
| 5.  | Manuel Serra i Moret       | 1949              | 1954           | PSUC    | No exílio                  |
| 6.  | Francesc Farreras i Duran  | 1954              | 1980           | ERC     | No exílio Transição        |
| 7.  | Heribert Barrera i Costa   | 1980              | 1984           | ERC     | 1as eleições em democracia |
| 8.  | Miquel Coll i Alentorn     | 1984              | 1988           | UDC     |                            |
| 9.  | Joaquim Xicoy i Bassegoda  | 1988              | 1995           | UDC     |                            |
| 10. | Joan Reventós i Carner     | 1995              | 1999           | PSC     |                            |
| 11. | Joan Rigol i Roig          | 1999              | 2003           | UDC     |                            |
| 12. | Ernest Benach i Pascual    | 2003              | 2010           | ERC     |                            |
| 13. | Núria de Gispert i Català  | 2010              | 2015           | UDC     |                            |
| 14. | Carme Forcadell i Lluís    | 2015              | 2018           | ERC     |                            |
| 15. | Roger Torrent i Ramió      | 2018              | 2021           | ERC     |                            |
| 15. | Laura Borràs i Castanyer   | 2021              | Presente       | Junts   |                            |